# Hypostromatia
Hypostromatia là một chi bướm đêm thuộc phân họ Tortricinae của họ Tortricidae.

## Các loài
- Hypostromatia versicolorana Zeller, 1866